# 沈辽路

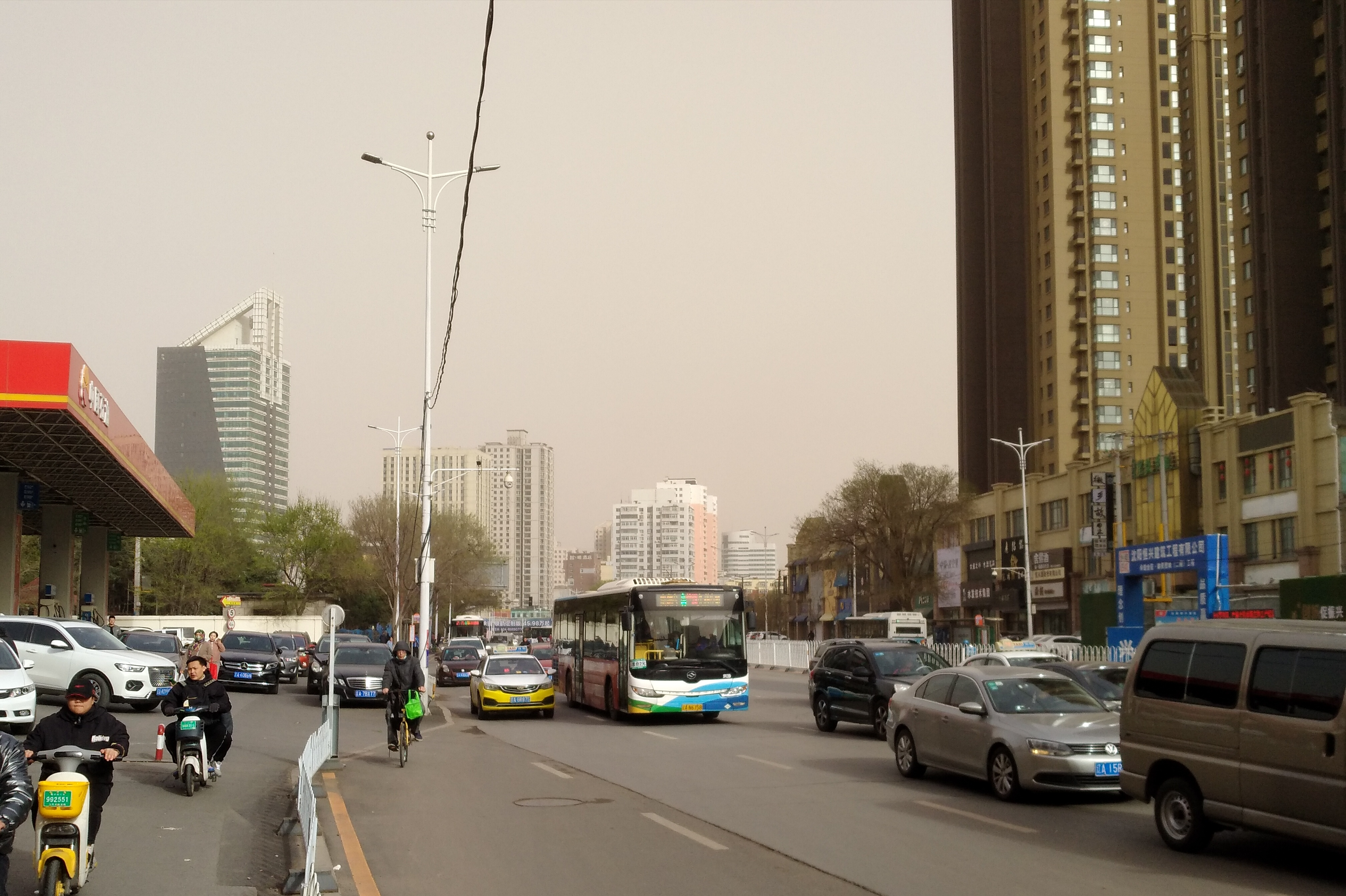
沈辽路

沈辽路是辽宁省沈阳市西部的重要东西向主干道，全长约32公里，东起南八马路与胜利大街交汇处，西至铁西区与辽中区交界，连接102国道，是沈阳最长的城市道路之一。
该路始建于20世纪30年代，最初服务于铁西工业区的交通需求，随着城市发展，逐渐成为连接市区与郊区的关键通道。2019年5月25日，沈阳地铁9号线沈辽路站投入运营，进一步提升了该区域的公共交通便利性。